# Вратарь (футбол)

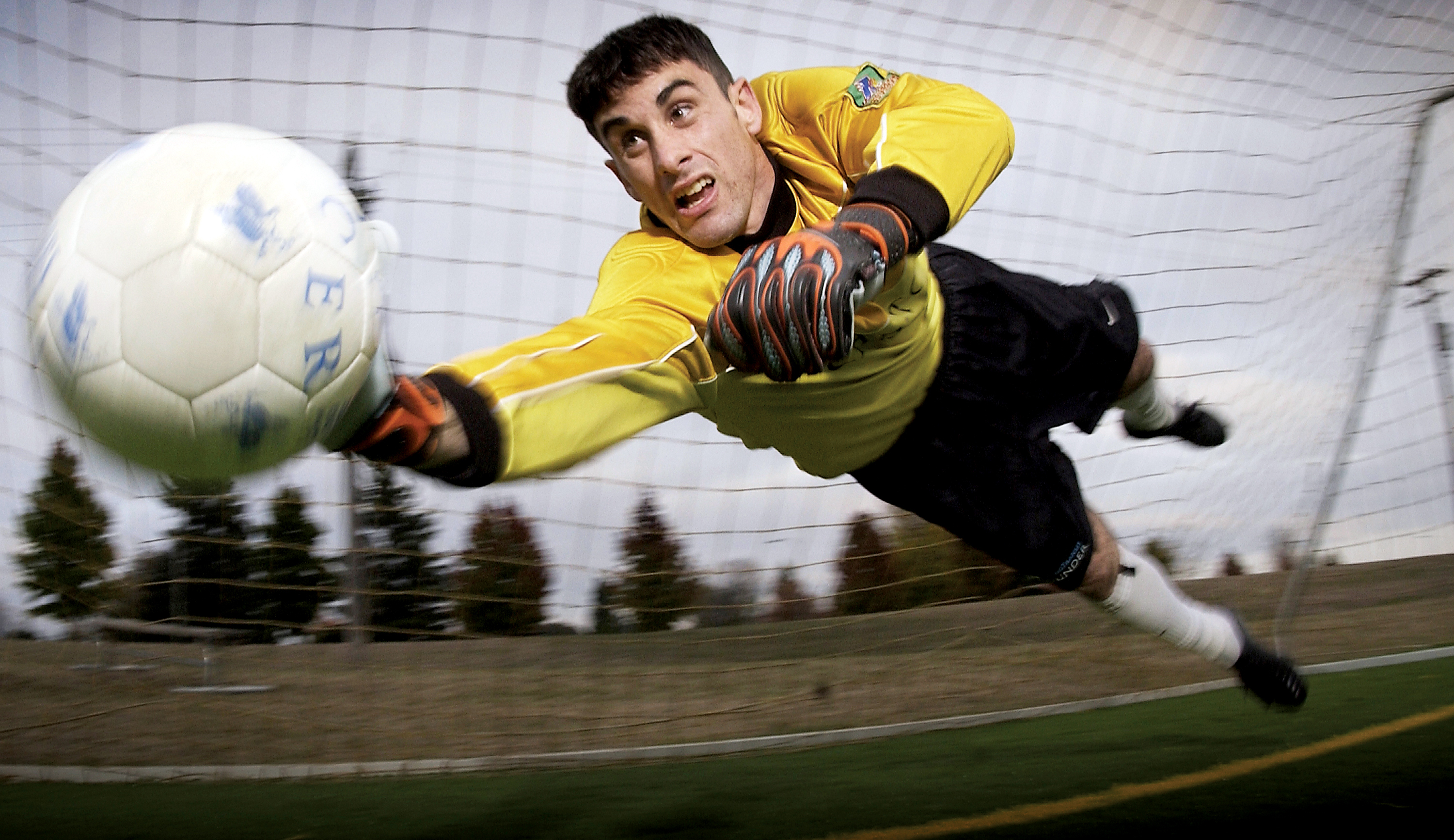
Футбольный вратарь

Врата́рь (также голкипер англ. goalkeeper — от goal (цель) и keep (хранить)) — игрок в футболе, защищающий ворота. Его основная цель — не давать игрокам команды-соперника забить гол. Чаще всего играет вблизи ворот, в т. н. штрафной площади.

## Экипировка

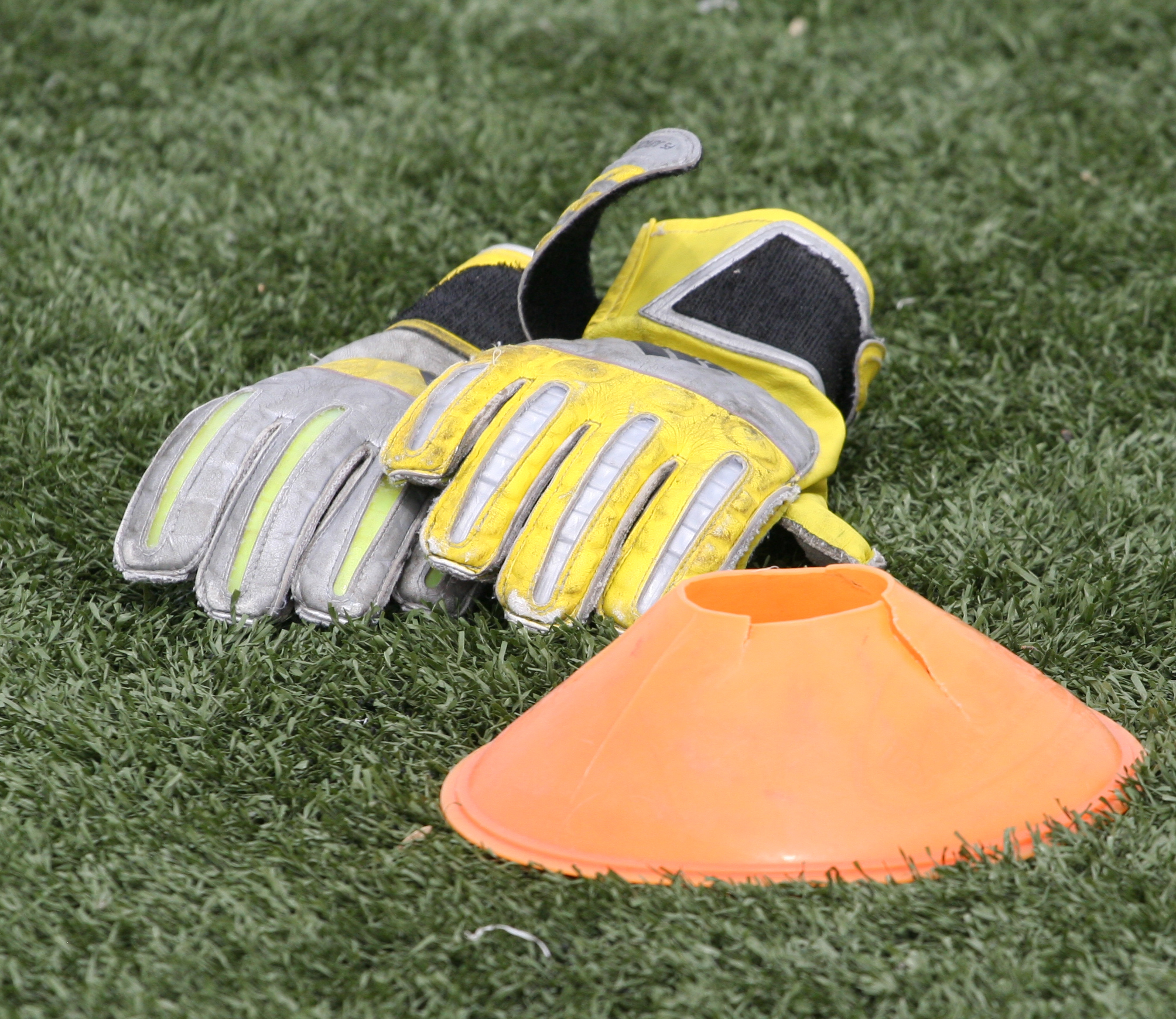
Вратарские перчатки

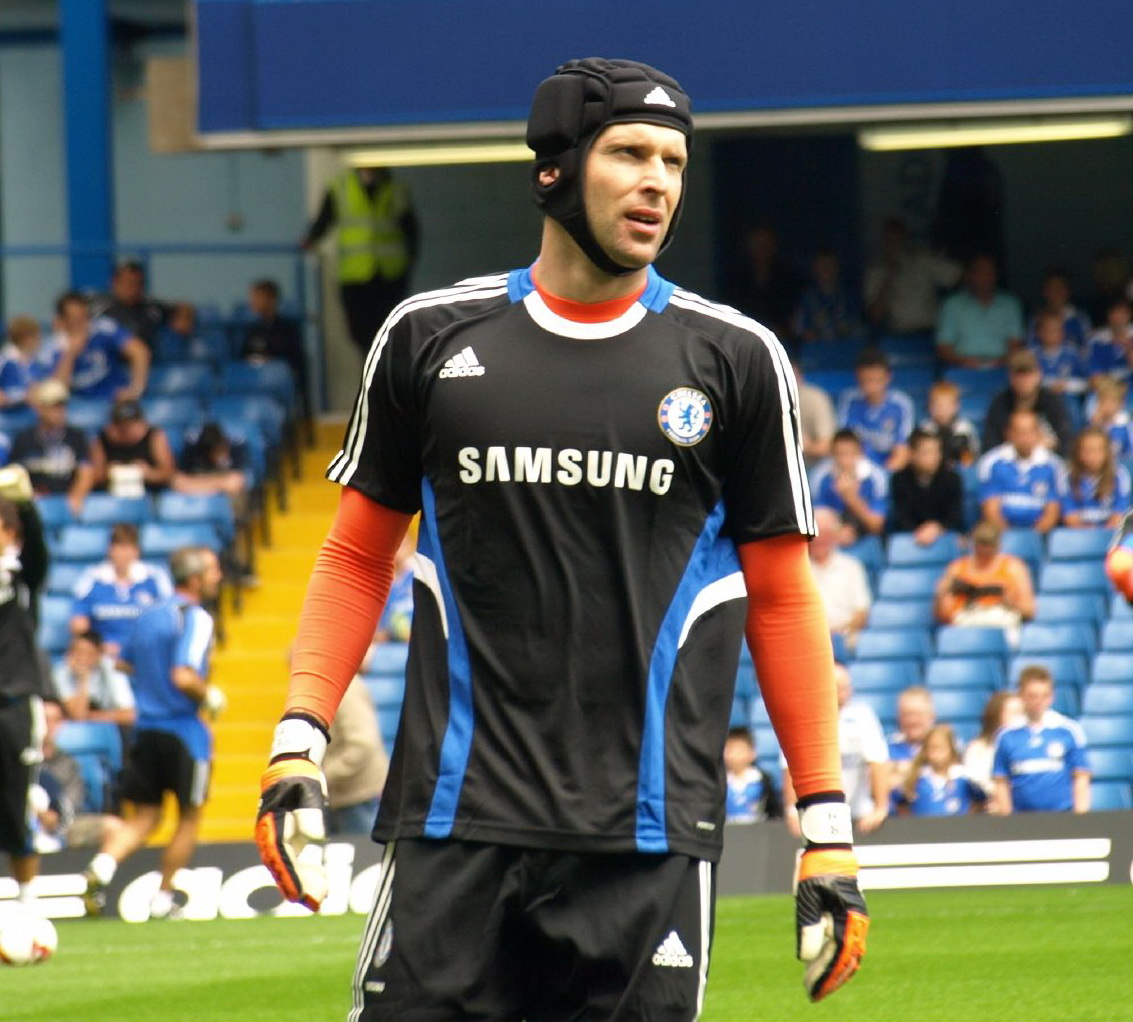
Петр Чех в шлеме

Согласно Правилу 4 игры в футбол, утверждённому FIFA, вратарь должен отличаться своей формой от игроков своей команды, игроков команды-соперника, а также судей матча. Это делается для того, чтобы судья с большого расстояния мог отличить вратаря от других игроков и оценить правомерность касания мяча руками (см. ниже). Некоторые вратари были хорошо узнаваемы по своему одеянию: Лев Яшин получил прозвище «чёрная пантера» за цвет экипировки. Хорхе Кампос выделялся своей яркой и красочной формой, дизайн которой он придумывал сам.
Обычно первый номер в команде резервируется для основного вратаря. Самыми известными исключениями из этого правила являются бразилец Жилмар (№ 3 на ЧМ-1958) и аргентинские вратари Убальдо Фильоль, Нери Пумпидо, Хорхе Гойкоэчеа и т. д. (в период с 1974 по 1990 гг. номера в сборной Аргентины как правило выдавались по алфавиту вне зависимости от амплуа).
Помимо основной экипировки, обязательной для всех футболистов, вратарь носит специальные перчатки, смягчающие удары и позволяющие более уверенно владеть мячом. Есть перчатки, которые имеют особенности, разработанные для предотвращения повреждений типа вывиха пальцев. Использование перчаток не обязательно, однако профессиональные вратари редко играют без них. Впервые вратарские перчатки были надеты в середине XX века аргентинским вратарём Амадео Каррисо.
Разрешается также иная амуниция, не являющаяся травмоопасной как для самого вратаря, так и для других участников матча, например мягкий защитный шлем или кепка с мягким козырьком. К примеру, чешский голкипер Петр Чех после полученной травмы носит защитный шлем, ставший с того времени его «визитной карточкой».

## Техника игры
В своей игре вратарь использует такие приёмы, как: фиксирование мяча, отбивание/выбивание мяча любой частью тела после удара (в случае невозможности фиксирования мяча), перехват мяча в прыжке после навеса. Он отбивает удары по воротам, перехватывает навесы и пасы в штрафную площадь и площадь ворот, а также отбирает мячи при выходе «один на один».

## Специфические качества (способности) вратаря
Вратарь должен быть атлетического телосложения, обладать прыгучестью, что обеспечивает ему особые преимущества при игре в штрафной площади, быть подвижным, сильным, ловким, как акробат, уметь опередить соперника, остановить и поймать мяч в любом положении или отбить его кулаками. Он должен обладать сильным ударом подъёмом и сильным броском, уметь перебросить мяч через перекладину или направить его мимо боковой штанги.
Вратарю необходимо уметь выбирать правильную позицию в воротах, уверенно играть на выходах, организовать оборону перед воротами, быстро начать контратаку.
Игра вратаря осуществляется в вероятностных и неожиданно возникающих ситуациях, которая требует проявления находчивости, быстроты реакции, способности к концентрации и переключению внимания, пространственной, временной, динамической точности движений и их биомеханической рациональности.
Под двигательно-координационными способностями понимаются способности быстро, точно, целесообразно, экономно и находчиво, то есть наиболее совершенно, решать двигательные задачи (особенно сложные и возникающие неожиданно)

## Игра рукой
Вратарь — единственный игрок, который может умышленно касаться мяча руками (не считая вбрасываний после аута).
С 1912 года право вратаря умышленно касаться мяча руками ограничено территорией штрафной площади у защищаемых ворот (до того вратарь мог играть руками на всей своей половине поля). За пределами этой территории вратарь действует как обычный полевой игрок (в частности, за касание мяча руками за пределами своей штрафной площади вратарь наказывается так же, как был бы наказан в этой ситуации полевой игрок). Находясь в своей штрафной площади, вратарь может и забить гол в свои ворота, бросив мяч рукой, и этот гол будет засчитан (такой случай, например, произошёл в 1971 году в Чемпионате СССР). При этом забрасывать мяч рукой в ворота команды соперника вратарь не имеет права — согласно «Правилу 10» официальных правил игры, «Если вратарь забрасывает мяч рукой напрямую в ворота команды соперника, назначается удар от ворот».
Однако вратарь не может касаться руками мяча в ситуации, когда он получает пас от игрока своей команды (исключая легитимные пасы любой частью тела, которая находится выше пояса, либо остановив мяч ногой, а после взяв мяч в руки), в том числе из аута. Игра руками после случайного отскока мяча от своего игрока нарушением не считается. Если вратарь принял мяч руками после намеренного паса от игрока своей команды, то при этом нарушении назначается свободный удар.
Хотя во время игры вратарь, как правило, находится вблизи защищаемых ворот, для него не установлено каких-либо запретов покидать эту зону игрового поля. В частности, вратарь может подключиться к атакующим действиям своей команды и даже забить гол. (Подробнее — см. далее раздел «Вратари в атаке»).

## Замена вратаря
Во время остановки игры любой игрок может поменяться с вратарём местами (предварительно сообщив об этом судье), после чего права вратаря переходят к этому игроку. На практике это правило обычно применяется, когда вратарь травмирован или удалён, а лимит замен команда уже исчерпала или нет запасного вратаря. Таких замен может быть неограниченное количество раз. В запасе как правило находится ещё как минимум один вратарь и несколько игроков атаки и защиты, которые также могут вставать на ворота.

## Вратари в атаке
Несмотря на то, что основная функция вратаря — защищать свои ворота, некоторые вратари часто играют далеко за пределами своей штрафной. К числу таких вратарей относятся Рене Игита, Хорхе Кампос, Брюс Гроббелаар, Фабьен Бартез, Мануэль Нойер. Такая манера игры в случае ошибки вратаря может привести к голу в пустые ворота (как это произошло, например, в матче 1/8 финала чемпионата мира 1990, где ошибка Рене Игиты в матче Колумбии с Камеруном привела к поражению колумбийцев).
В некоторых случаях вратари забивают голы. Обычно это происходит в следующих ситуациях:
- Вратарь хорошо исполняет штрафные удары и пенальти (Мануэль Нойер, Рене Игита, Рожерио Сени, Хосе Луис Чилаверт, Ханс-Йорг Бутт). Однако при исполнении вратарём штрафных или пенальти есть риск, что команда соперника убежит в контратаку и забьёт в пустые ворота.
- Вратарь подключается к атаке своей команды на последних минутах игры в надежде забить необходимый гол. Так забивали Хорхе Кампос, Рене Игита, Микеланджело Рампулла, Петер Шмейхель, Март Поом, Йенс Леманн и другие. 15 марта 2007 в матче 1/8 финала Кубка УЕФА между «Севильей» и «Шахтёром» такой гол на последних минутах игры при счёте 2:1 в пользу «Шахтёра» забил вратарь «Севильи» Андрес Палоп, что позволило его клубу перевести игру в дополнительное время, а затем и выиграть её (а впоследствии и Кубок УЕФА).
- Вратарь случайно забивает гол дальним ударом из района своей штрафной (Пат Дженнингс, Драган Пантелич, Пол Робинсон, Юрий Жевнов, Тим Ховард)[7][8].

В настоящее время рекорд по числу забитых голов на профессиональном уровне среди вратарей принадлежит Рожерио Сени. Хосе Луис Чилаверт является автором наибольшего числа голов, забитых за сборную (8), а также единственным среди вратарей автором хет-трика (это произошло в игре аргентинских клубов «Велес Сарсфилд» и «Феррокариль Оэсте» в ноябре 1999 года; «Велес» победил 6:1. Все три мяча Чилаверт забил с пенальти).

### Десятка вратарей, забивших больше всего голов за профессиональную карьеру
(по состоянию на 16 сентября 2014)
| №  | Имя                | Количество голов | Страна    | Годы карьеры | За сборную | Ссылка |
| -- | ------------------ | ---------------- | --------- | ------------ | ---------- | ------ |
| 1  | Рожерио Сени       | 123              | Бразилия  | 1992—2015    | 1997—2006  | IFFHS  |
| 2  | Хосе Луис Чилаверт | 62               | Парагвай  | 1983—2005    | 1989—2003  | IFFHS  |
| 3  | Рене Игита         | 41               | Колумбия  | 1985—2010    | 1987—1999  | IFFHS  |
| 4  | Хорхе Кампос       | 40               | Мексика   | 1988—2004    | 1994—2004  | IFFHS  |
| 5  | Димитр Иванков     | 40               | Болгария  | 1995—2011    | 2003—2010  | IFFHS  |
| 6  | Джонни Вегас       | 39               | Перу      | 1997—2017    | 1999—2000  | IFFHS  |
| 7  | Мишель Альваро     | 39               | Сальвадор | 1988—2010    | 1991—2005  | IFFHS  |
| 8  | Ханс-Йорг Бутт     | 29               | Германия  | 1994—2012    | 1999—2010  | IFFHS  |
| 9  | Марко Корнес       | 24               | Чили      | 1975—1998    | 1983—1995  | IFFHS  |
| 10 | Драган Пантелич    | 22               | Югославия | 1971—1985    | 1979—1984  | IFFHS  |

## Лучшие вратари года по версииМФФИИС
| Год  | Игрок                 | Клуб                  |
| ---- | --------------------- | --------------------- |
| 1987 | Жан-Мари Пфафф        | Бавария Мюнхен        |
| 1988 | Ринат Дасаев          | Спартак Москва        |
| 1989 | Вальтер Дзенга        | Интернационале        |
| 1990 | Вальтер Дзенга        | Интернационале        |
| 1991 | Вальтер Дзенга        | Интернационале        |
| 1992 | Петер Шмейхель        | Манчестер Юнайтед     |
| 1993 | Петер Шмейхель        | Манчестер Юнайтед     |
| 1994 | Мишель Прюдомм        | Мехелен               |
| 1995 | Хосе Луис Чилаверт    | Велес Сарсфилд        |
| 1996 | Андреас Кёпке         | Олимпик Марсель       |
| 1997 | Хосе Луис Чилаверт    | Велес Сарсфилд        |
| 1998 | Хосе Луис Чилаверт    | Велес Сарсфилд        |
| 1999 | Оливер Кан            | Бавария Мюнхен        |
| 2000 | Фабьен Бартез         | Манчестер Юнайтед     |
| 2001 | Оливер Кан            | Бавария Мюнхен        |
| 2002 | Оливер Кан            | Бавария Мюнхен        |
| 2003 | Джанлуиджи Буффон     | Ювентус               |
| 2004 | Джанлуиджи Буффон     | Ювентус               |
| 2005 | Петр Чех              | Челси                 |
| 2006 | Джанлуиджи Буффон     | Ювентус               |
| 2007 | Джанлуиджи Буффон     | Ювентус               |
| 2008 | Икер Касильяс         | Реал Мадрид           |
| 2009 | Икер Касильяс         | Реал Мадрид           |
| 2010 | Икер Касильяс         | Реал Мадрид           |
| 2011 | Икер Касильяс         | Реал Мадрид           |
| 2012 | Икер Касильяс         | Реал Мадрид           |
| 2013 | Мануэль Нойер         | Бавария               |
| 2014 | Мануэль Нойер         | Бавария               |
| 2015 | Мануэль Нойер         | Бавария               |
| 2016 | Мануэль Нойер         | Бавария               |
| 2017 | Джанлуиджи Буффон     | Ювентус               |
| 2018 | Тибо Куртуа           | Реал Мадрид           |
| 2019 | Алиссон               | Ливерпуль             |
| 2020 | Мануэль Нойер         | Бавария               |
| 2021 | Джанлуиджи Доннарумма | Милан Пари Сен-Жермен |
| 2022 | Тибо Куртуа           | Реал Мадрид           |
| 2023 | Эдерсон               | Манчестер Сити        |

## В произведениях культуры и искусства
- «Автопортрет в футболке „Ювентуса“», (между 1926—1930), картина итальянского художника Доменико Дуранте, футболиста-вратаря туринских клубов в 1900—1911 годах
- Вратарь (фильм, 1936), СССР
- Вратарь (картина Григорьева), СССР (1949), Сталинская премия II степени
- Футболисты (скульптура Чайкова), СССР (1938)
- Вратарь (фильм, 2000), Испания
- Матч (фильм, 2012), Россия